# Jing (Anhui)
Jing (chiń. upr. 泾县; chiń. trad. 涇縣; pinyin Jīng Xiàn) – powiat w zachodniej części prefektury miejskiej Xuancheng w prowincji Anhui w Chińskiej Republice Ludowej. Liczba mieszkańców powiatu, w 2010 roku, wynosiła 299 555.